# Reino del Néyed y del Hiyaz
El reino del Hiyaz y del Néyed (en árabe: مملكة الحجاز ونجد‎, Mamlakat al-Ḥijāz wa-Najd) fue fundado después de la conquista del reino del Hiyaz por el sultanato de Néyed en 1925. El 8 de enero de 1926 el sultán de Néyed, Abdelaziz bin Saud, fue coronado rey del Hiyaz en la Gran Mezquita de La Meca. El 27 de enero de 1927 también adquirió el título del rey del Néyed, en contraposición al antiguo título de sultán. Mediante el Tratado de Yidah de 20 de mayo de 1927, el reino de Abdul Aziz fue reconocido por el Reino Unido y fue referido como el reino del Hiyaz y del Néyed.
El 23 de septiembre de 1932, las principales regiones de Al-Hasa, Qatif, Néyed e Hiyaz fueron unificadas y el reino adquirió su nuevo nombre, el reino de Arabia Saudí.

## Política exterior
El reino del Hiyaz y del Néyed pudo seguir su política expansionista mediante suministros de armas británicas debido a sus estrechas relaciones con el Reino Unido.
Bajo mandato de Abdul Aziz, el Hiyaz se retiró de la Liga de las Naciones. En 1926, el reino del Hiyaz y del Néyed fue reconocido por la URSS, seguido de los Estados Unidos en 1931. Para 1932, el Reino Unido, la URSS, Turquía, Persia y los Países Bajos mantenían legaciones diplomáticas en Yedah; Francia el reino de Italia y el reino de Egipto mantenían representaciones consulares no oficiales.

## Banderas de Néyed e Hiyaz

Bandera del Sultanato de Néyed (1921 - 1926)
Bandera Reino del Hiyaz (1920 - 1926)